# Canthidium sulcicolle
Canthidium sulcicolle là một loài bọ cánh cứng trong họ Bọ hung (Scarabaeidae).